# Oreolyce vardhana
The Dusky Hedge Blue (Oreolyce vardhana) là một loài bướm ngày nhỏ được tìm thấy ở Sri Lanka, thuộc họ Bướm xanh.

## Hình ảnh

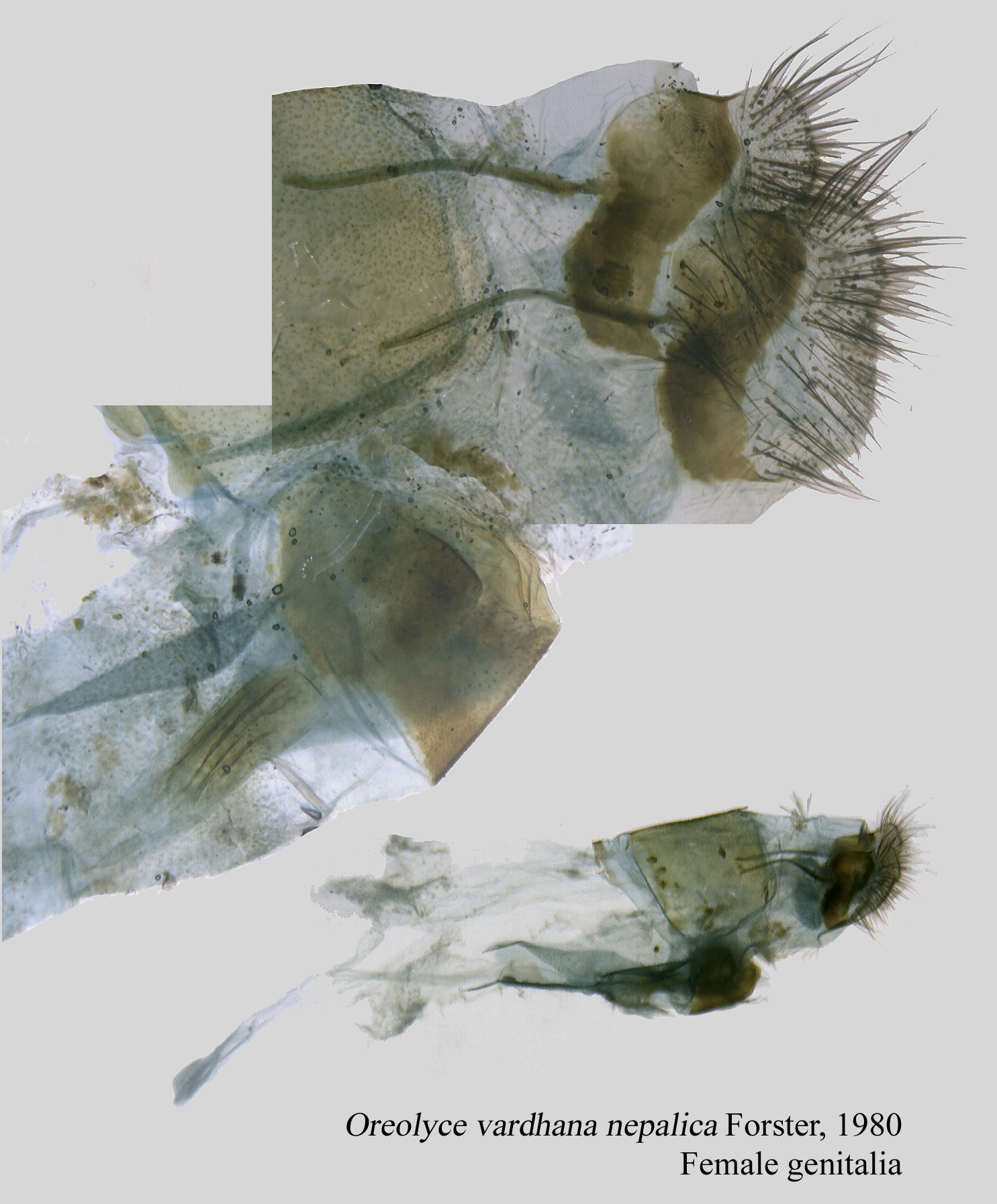
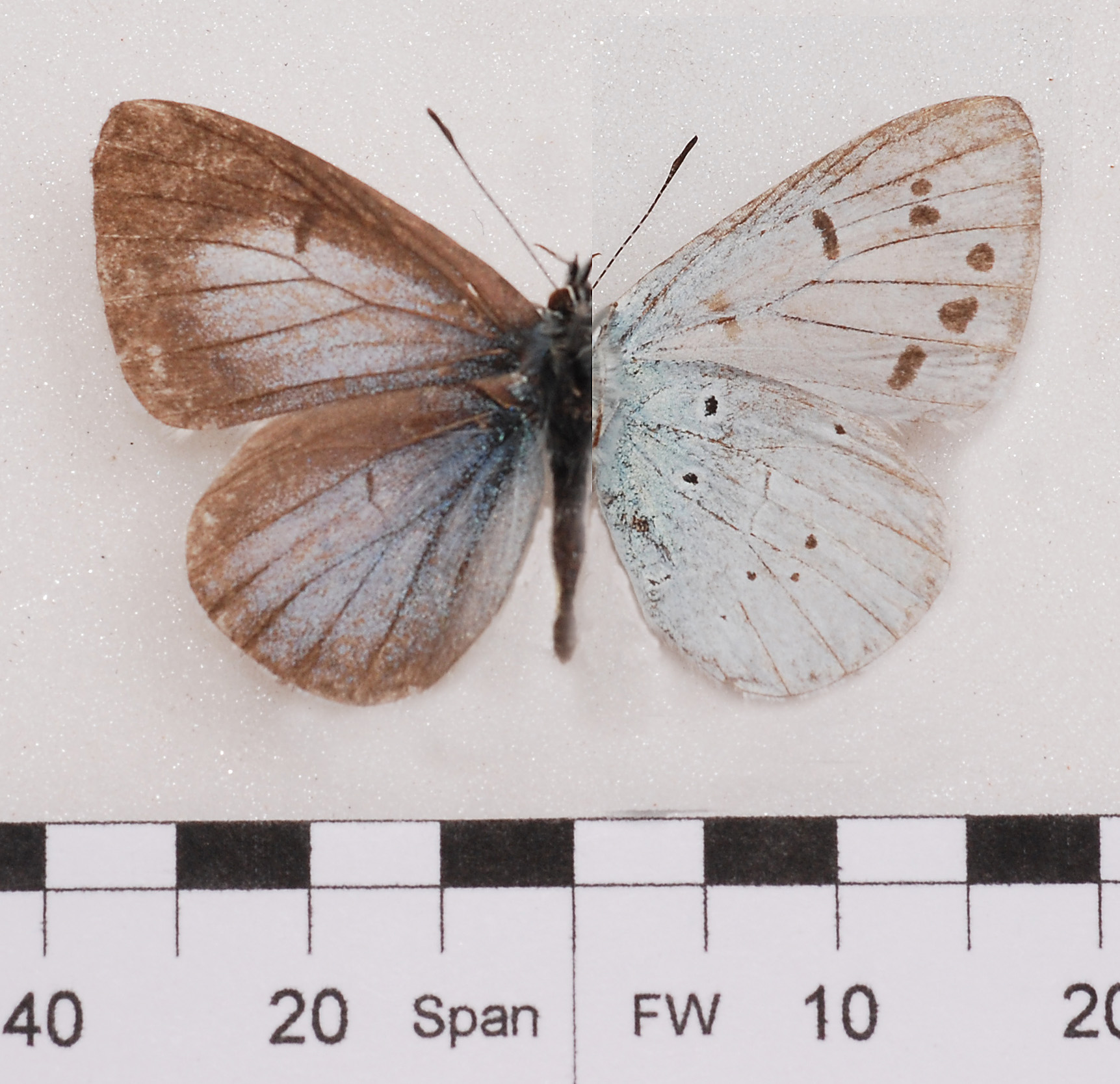